# Harry St. John Bridger Philby
Harry St. John Bridger Philby (3. dubna 1885 St. John's, Badula, nyní Srí Lanka – 30. září 1960 Bejrút) byl britský cestovatel a špion specializující se na oblast Orientu.

## Život
Vystudoval univerzitu v Cambridgi a vstoupil do britské armády. Roku 1908 byl převelen do Indie. O devět let později (1917) se stal příslušníkem britské tajné služby (SIS), v níž se specializoval na oblast Arabského poloostrova. Coby první Evropan absolvoval pěšky cestu z Ukajru, který leží na Perského zálivu, přes Rijád a lokalitu jižního Nadždu až do Džiddy. Následně byl převelen do Iráku. Na počátku dvacátých let 20. století absolvoval výzkumné výpravy do dosud neprobádaných lokalit pouští na Arabském poloostrově. V polovině 20. let změnil své působiště a přesunul se do Zajordánska.
Nakonec se Philby rozhodl v oblasti usadit natrvalo a roku 1930 navíc konvertoval k islámu. Během toho si změnil své jméno na šejk Abdulláh. Podařilo se mu dostat až k saúdskoarabskému panovníkovi, králi Abdalazízovi, a stal se jedním z jeho nejbližších poradců. I nadále ale neustále po Arabském poloostrově cestoval, poznával jeho neznámé končiny a díky tomu zpřesňoval tehdejší mapové záznamy. Zvláště pak v oblasti pouště Rub al-Chálí. Vedle toho se Philbymu podařilo získat podklady z oblastí etnografie či historie. Poznámky ze svých cest vydával knižně, jež byly mezi čtenáři oblíbené. Období druhé světové války trávil ve Spojeném království, ale po skončení bojů se opět na Blízkých Východ vrátil. Roku 1955 ale musel Saúdskou Arábii opustit, protože ho kvůli špionáži vypověděli ze země. Zemřel v libanonském Bejrútu a je spolu se svým synem pohřben na tamním hřbitově Bashura. Na náhrobku má napsáno „Greatest of Arabian explorers“, tedy „Největší z arabských objevitelů“.

## Rodina
V roce 1912 se Philbymu narodil syn Kim, jenž později proslul jako sovětský zvěd operující na území Spojeného království.

## Dílo
Své poznatky z Arábie publikoval ve svých knihách. Roku 1922 sepsal publikaci Heart of Arabia, na níž roku 1939 navázal knihou Sheba's Daughters.